# Хардомиље
Хардомиље је насељено мјесто у Босни и Херцеговини у општини Љубушки које административно припада Федерацији Босне и Херцеговине. Према попису становништва из 1991. у насељу је живјело 730 становника.

## Становништво
| Националност       | 1991.      | 1981.        | 1971.      |
| Хрвати             | 730 (100%) | 686 (99,85%) | 764 (100%) |
| Муслимани          | 0          | 0            | 0          |
| Срби               | 0          | 0            | 0          |
| Југословени        | 0          | 0            | 0          |
| остали и непознато | 0          | 1 (0,14%)    | 0          |
| Укупно             | 730        | 687          | 764        |